# أقطبان
أقْطُبَان أو طَوْلَق (الاسم العلمي: Stratiotes)، جنس نباتات مائية مغمورة تُعرف باسم جنود الماء. وصفت من قبل لينيوس في عام 1753. تم وضع العديد من الأسماء المحددة داخل الجنس، ولكن في الوقت الحالي هناك نوع واحد فقط مُعترف به:Stratiotes aloides. موطنه أوروبا وآسيا الغربية.
الأنواع السابقة
نُقلت الأنواع إلى الأجناس التالية: Enhalus ترس الماء أوتليا
1. Stratiotes acoroides - Enhalus acoroides
2. Stratiotes alismoides - أوتليا مزمارية
3. Stratiotes nymphoides - Hydrocleys nymphoides
4. Stratiotes quinquealatus - أوتليا مزمارية